# Michael Jackson’s Ghosts
Michael Jackson’s Ghosts – krótkometrażowy film w roli głównej z Michaelem Jacksonem w reżyserii Stana Winstona.

## Fabuła
Film opowiada historię Maestro obdarzonego nadprzyrodzonymi mocami, który jest zmuszony przez burmistrza do opuszczenia miasteczka. Broniąc się przed przymusową eksmisją Maestro próbuje nastraszyć przybyłą grupę mieszkańców, co jest zaprezentowane w formie tanecznych scen wykonywanych przez Michaela Jacksona oraz jego „rodzinkę” umarlaków.

## Obsada
- The Maestro/The Mayor/Ghoul Mayor/Superghoul/Skeleton - Michael Jackson
  - Danny Fer
  - Pat Dade
  - Mos Def
  - Dale Dudeck
  - Heather Ehlers
  - Shawnette Heard
  - Edwina Moore
  - Shana Mangatal
  - Loren Randolph
  - Amy Smallman
  - Seth Smith
  - John Landis

## Utwory wykorzystane w filmie
- „2 Bad (film version)”
  - Z albumu HIStory
- „Is It Scary (film version)”
  - Z albumu Blood on the Dance Floor: HIStory in the Mix
- „Ghosts”
  - Z albumu Blood on the Dance Floor: HIStory in the Mix